# Цара Сурб Аствацацин
Цара Сурб Аствацацин — монастир Вірменської Апостольської церкви, розташований в селі Цар Шаумянівського району Нагірно-Карабаської Республіки. Побудований в 1301 році на території Князівства Хачен, вона була свідомо знищена владою Азербайджану в радянську епоху[джерело не вказане 4661 день]. Монастир був підірваний, дві каплиці XIII століття були стерті з лиця землі, і гордість царя, церква Пресвятої Богородиці, була демонтована. З ретельно різьблених каменів церкви були побудовані склади, і вони сьогодні видимі в фундаменті комор, побудованих азербайджанцями . Автор Борис Баратов документував знищення, як в словах, так і в фотографіях, у своїй книзі «Подорож у Карабаху: Рай спустошений».